# Silvia Suárez
Silvia Suárez (Ciudad de México, 12 de abril de 1940) es una actriz mexicana.

## Biografía y carrera
Comenzó su carrera en 1958 participando en la tercera telenovela mexicana Más allá de la angustia.
Debutó en el cine en 1959 con la película México nunca duerme, también participó en cintas como Mi madre es culpable, Ellas también son rebeldes, y Mi padrino.
Ha interpretado a varios personajes en telenovelas producidas por Televisa, entre las cuales destacan: Dulce desafío, Volver a empezar, y Contra viento y marea.

## Filmografía

### Programas de televisión
- Esta historia me suena (2020)
- Como dice el dicho (2012-2018)[3]
- La rosa de Guadalupe (2008-2017)
- Mujer, casos de la vida real (1990-2006)
- Ramón y Cajal: Historia de una voluntad (1982)
- La familia Colón (1967) - Prima Joaquina

### Películas
- El rey de los taxistas (1989)
- Un amor extraño (1975) - Señora Molina
- El Juicio de Martín Cortés (1974) - Lolita (reportera)
- Click el Fotógrafo de Modelos (1970) - Srta. Guzmán
- Mi padrino (1969) - Novia de Carlos
- Cautivo del mas allá (1968) - Margarita
- Ditirambo vela por nosotros (1967)
- El horrible ser nunca visto (1966)
- Senda prohibida (1961) - Martha
- Chicas casaderas (1961) - Patricia
- Ellas también son rebeldes (1961) - Tere Rentería
- Mi madre es culpable (1960) - Espectadora en silla de ruedas
- México nunca duerme (1959)[4]

### Telenovelas
- Rafaela (2011) - Suzette
- Muchachitas como tú (2007) - Angélica[5]
- Contra viento y marea (2005) - Adelina
- Amigas y rivales (2001) - Madre de Luis
- Desencuentro (1997-1998) - Hilda
- Bajo un mismo rostro (1995) - Cristina Beristaín
- Volver a empezar (1994-1995) - Susana Robledo de Villafañe
- La última esperanza (1993) - Diana Vda. de Lascuráin
- Muchachitas (1991-1992) - Karla Palacios
- La fuerza del amor (1990-1991) - Luisa
- Simplemente María (1989-1990) - Amelia Alvear
- Dulce desafío (1988-1989) - Concepción "Concha" Rivadeneira de Mancera
- Monte Calvario (1986) - Malena Seckerman
- Guadalupe (1984) - Doña Rosalía Pereyra
- Vanessa (1982) - Armida
- Pecado de amor (1978-1979) - Eloísa
- Barata de primavera (1975-1976) - Beatriz
- Los miserables (1973) - Juana
- La frontera de cristal (1969) - Ofelia
- Juventud divino tesoro (1968)
- Borrasca (1962) - Martha
- El juicio de los padres (1960)
- La ambiciosa (1960)
- Ha llegado un extraño (1959)
- Mi esposa se divorcia (1959)
- Más allá de la angustia (1958)